# Guezô
Guezô ou Guézo ( em fon, Ghezo), foi Rei do Daomé (atual Benim) de 1818 até 1859. Ghezo substituiu seu irmão Adanuzam (que governou de 1797 a 1818) como rei através de um golpe com a ajuda do traficante de escravos brasileiro Francisco Félix de Sousa. Ele governou o reino durante um período tumultuado, pontuado pelo bloqueio britânico aos portos do Daomé, a fim de impedir o comércio atlântico de escravos. 

## Biografia
Gapê (Gakpe)[carece de fontes?] —  seu nome antes de tornar-se rei —  ascendeu ao trono depois que um golpe de estado —  apoiado pelo brasileiro Francisco Félix de Sousa —  derrubou seu meio-irmão, Adanuzam, passando a governar o Daomé de 1818 a 1858. Ficou conhecido por ser contra o fim do comércio transatlântico de escravos. Segundo ele, a venda de escravos era a maior fonte de riqueza do seu povo.[carece de fontes?]